# Fast-food no Brasil

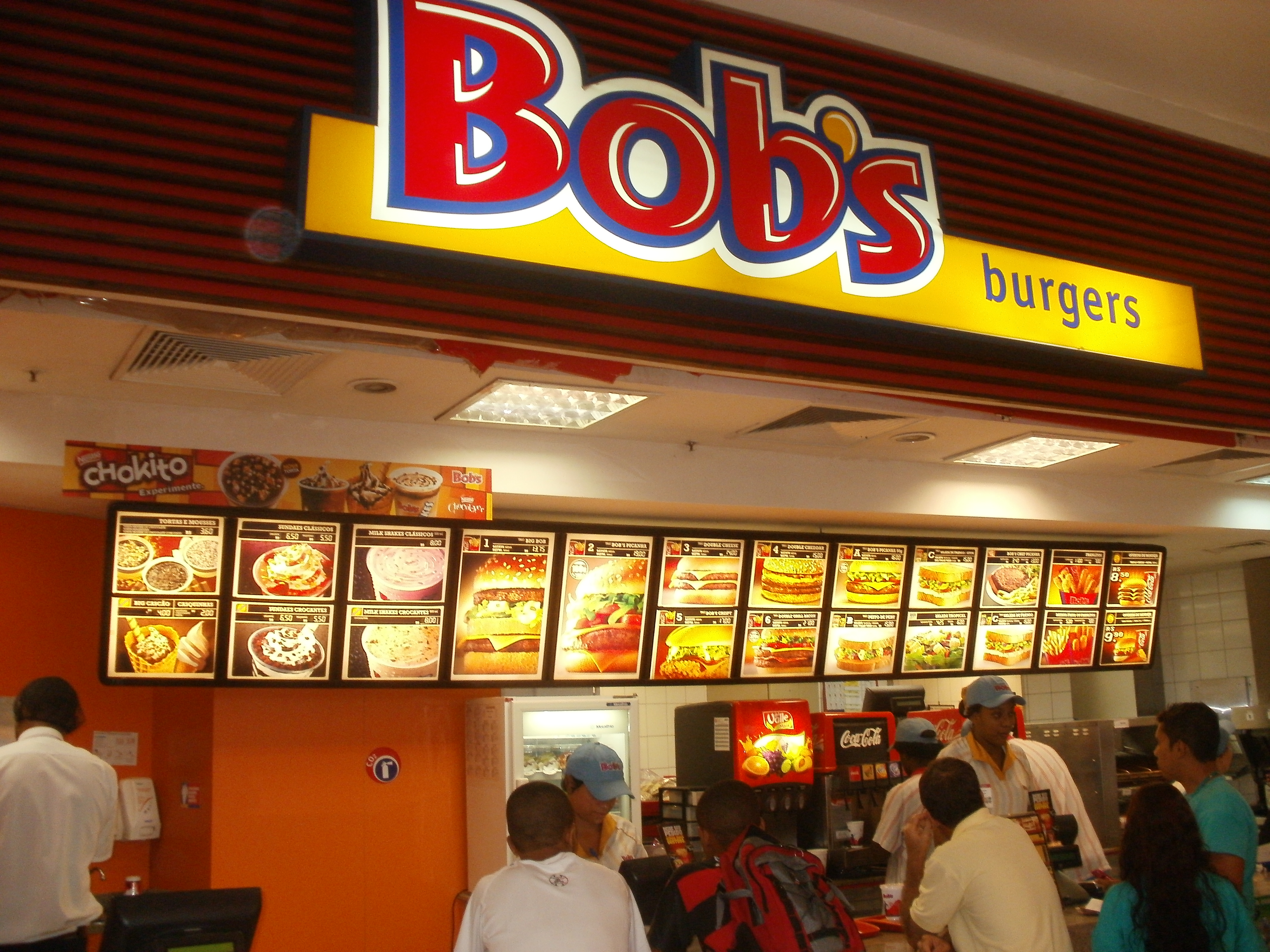
Loja do Bob's

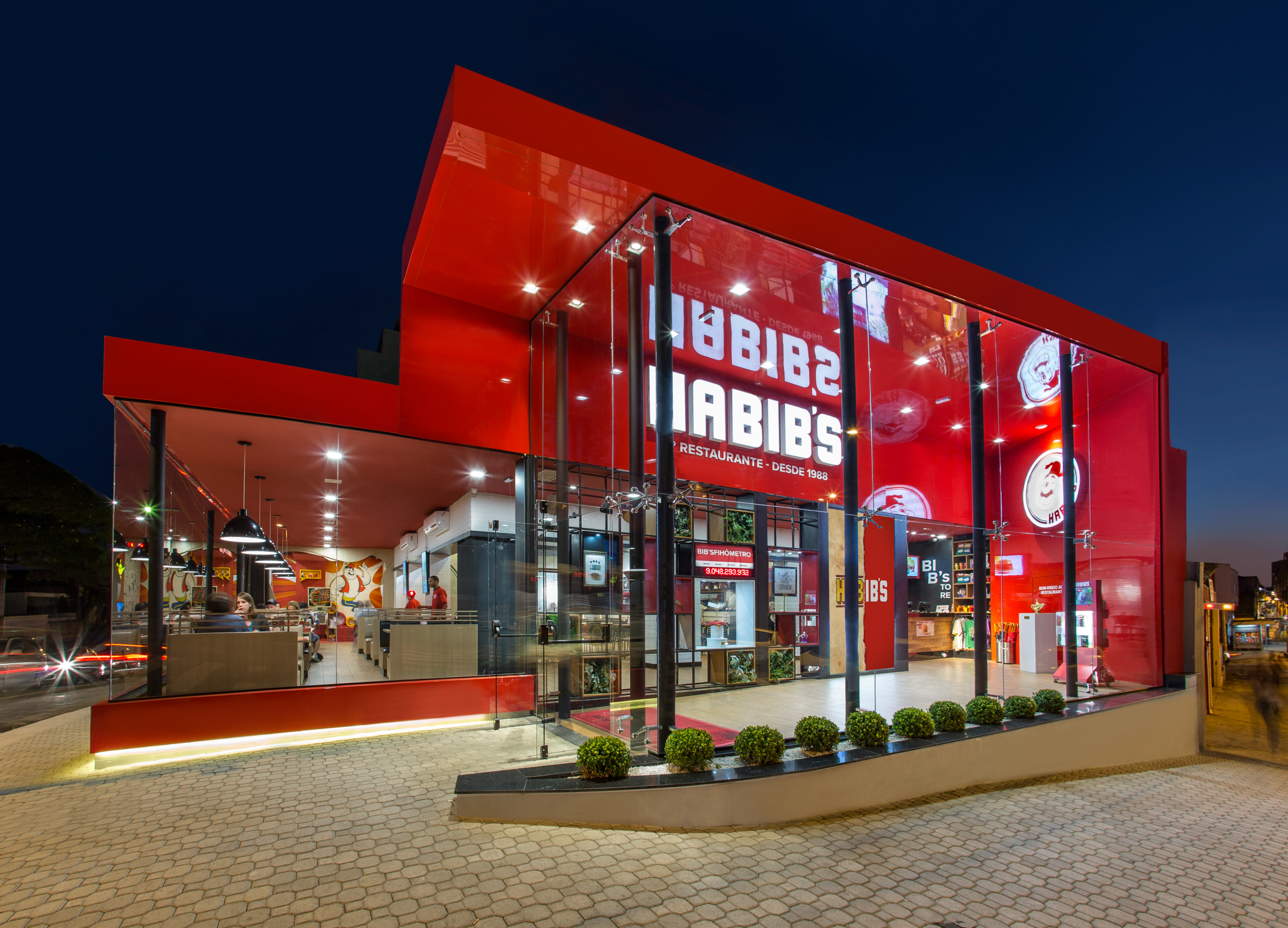
Loja do Habib's

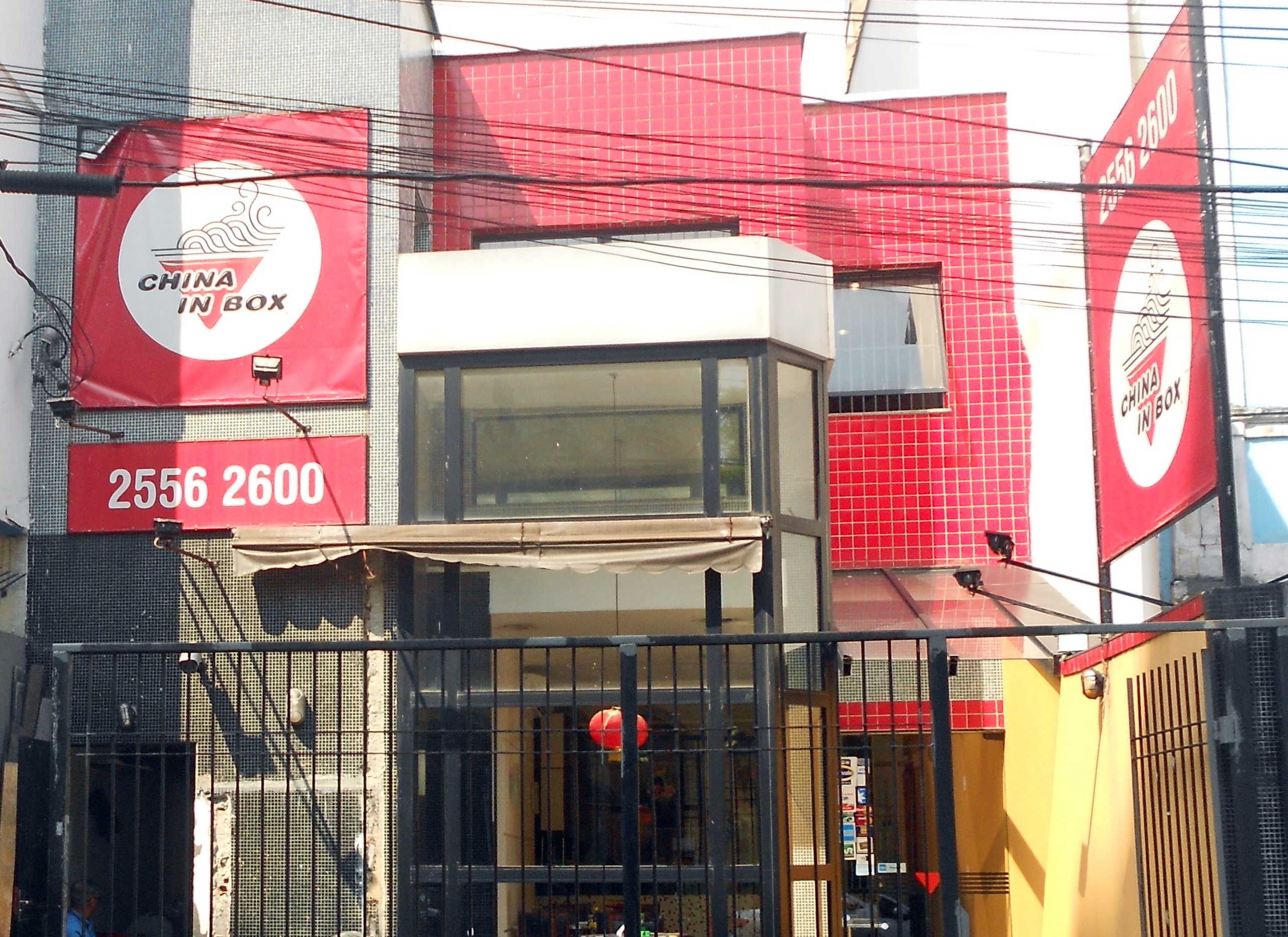
Filial do China in Box

O fast-food no Brasil foi introduzido pelo ex-tenista Robert Falkenburg, fundador da rede Bob's em 1952. foi quem introduziu o conceito de lanchonete fast-food no país, abrindo o primeiro restaurante deste tipo no país em Copacabana, Rio de Janeiro. Em 1972, Falkenburg vendeu as lojas por US$ 7 milhões.
Segundo um estudo realizado pela EAE Business School de 2014, na América do Sul, ninguém gasta mais em fast-food do que os brasileiros, R$ 53,7 bilhões, estão apenas atrás dos Estados Unidos (290,2 bilhões de reais), Japão (162,3 bilhões de reais) e China (130,2 bilhões de reais) em gastos no setor em todo o mundo.
As 10 redes de fast food mais consumidas no Brasil são: Mc Donald’s, Burger King, Habib’s, Pizza Hut, Giraffas, China in Box, Subway, Ragazzo, Madero e Bob’s. 

## História
De acordo com especialistas, o fast-food moderno nasceu no Reino Unido durante a era vitoriana, tendo como base o peixe e fritas, porém, o conceito só foi se popularizar e adquirir sua atual acepção nos Estados Unidos a partir dos anos 1950. Com a acessibilização dos automóveis após a Primeira Guerra Mundial, os restaurantes drive-in foram introduzidos. A empresa americana White Castle, fundada por Billy Ingram e Walter Anderson em Wichita, Kansas, em 1921, é geralmente creditada com a abertura da segunda rede de fast food e primeira rede de hambúrgueres, vendendo hambúrgueres por cinco centavos cada.
Atualmente, com o apelo maior aos cuidados com a saúde, mudanças como a introdução de elementos naturais e mesmo orgânicos é uma tendência, com novas redes surgindo com essa proposta e as mais tradicionais se adaptando.